# Adam Baldwin
Adam Baldwin (Chicago, 27 februari 1962) is een Amerikaans acteur van Ierse afkomst. Hij speelde in onder meer Joss Whedons series Angel, Firefly en de daaruit volgende film Serenity. Sinds zijn film- en acteerdebuut in 1980 was hij in meer dan veertig verschillende rollen op het witte doek te zien en in terugkerende rollen in meer dan tien televisieseries. Baldwin is geen familie van de gebroeders Baldwin.
Baldwin is getrouwd met Ami Julius, met wie hij drie kinderen kreeg.

## Filmografie
*Exclusief televisiefilms
| - InSight (2011) - The Assignment (2010) - Browncoats: Redemption (2010) - Little Fish, Strange Pond (2009) - Gospel Hill (2008) - Drillbit Taylor (2008) - Superman/Doomsday (2007, stem) - The Thirst (2006) - Serenity (2005) - Molly & Roni's Dance Party (2005) - Evil Eyes (2004) - The Freediver (2004) - Gacy (2003) - Betrayal (2003) - The Keyman (2002) - Hyper Sonic (2002) - Double Bang (2001) - Farewell, My Love (2001) - Jackpot (2001) - Above & Beyond (2001) - Pursuit of Happiness (2001) - The Right Temptation (2000) - The Patriot (2000) - Starquest II (1997) | - Lover's Knot (1996) - Independence Day (1996) - How to Make an American Quilt (1995) - Digital Man (1995) - Wyatt Earp (1994) - Bitter Harvest (1993) - Treacherous (1993) - Eight Hundred Leagues Down the Amazon (1993) - Cold Sweat (1993) - Radio Flyer (1992) - Where the Day Takes You (1992) - Guilty by Suspicion (1991) - Predator 2 (1990) - Next of Kin (1989) - The Chocolate War (1988) - Cohen and Tate (1988) - Hadley's Rebellion (1987) - Full Metal Jacket (1987) - Bad Guys (1986) - 3:15 (1986) - Reckless (1984) - D.C. Cab (1983) - Ordinary People (1980) - My Bodyguard (1980) |

## Televisieseries
*Exclusief eenmalige gastrollen

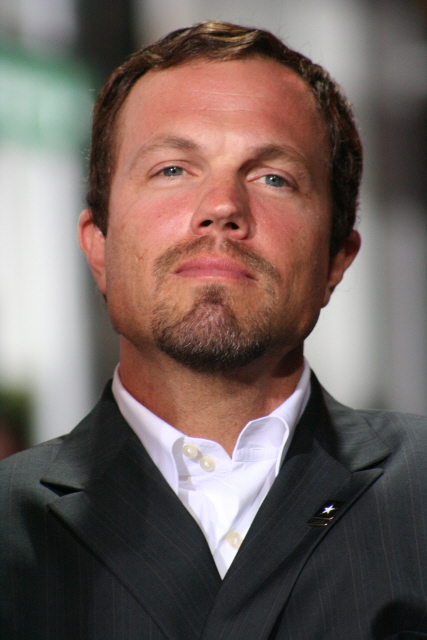
Baldwin in 2005

- 9-1-1: Lone Star -  Detective Brian McGregor  (2023 + 2024, twee afleveringen)
- The Last Ship - Mike Slattery (2014-2018, 56 afleveringen)
- Beware the Batman - stem Metamorpho / Rex Mason (2013-2014, drie afleveringen)
- Castle - Detective Ethan Slaughter (2012 + 2015)
- Law & Order: Special Victims Unit - Steven Harris (2012, drie afleveringen)
- Transformers Prime - stem Breakdown (2011-2012, tien afleveringen)
- Chuck - John Casey (2007-2012, 91 afleveringen)
- Buy More - John Casey (2008, vier afleveringen)
- Day Break - Chad Shelten (2006-2007, dertien afleveringen)
- The Inside - Special Agent Danny Love (2005-2006, dertien afleveringen)
- Jackie Chan Adventures - Finn (2000-2005, 46 afleveringen)
- Justice League - Benjamin Knox (2005, drie afleveringen)
- Angel - Marcus Hamilton (2004, vijf afleveringen)
- Stargate SG-1 - Colonel Dave Dixon (2004, twee afleveringen)
- Firefly - Jayne Cobb (2002-2003, veertien afleveringen)
- The X-Files - Knowle Rohrer (2001-2002, vijf afleveringen)
- Static Shock - York (2000-2001, twee afleveringen)
- The Visitor - Michael O'Ryan (1997, vier afleveringen)
- The Cape - Col. Jack Riles (1996-1997, zeventien afleveringen)

- Bibsys: 98041673
- Biblioteca Nacional de España: XX1363683
- Bibliothèque nationale de France: cb140074982 (data)
- Gemeinsame Normdatei: 143754920
- International Standard Name Identifier: 0000 0001 1754 5902
- Library of Congress Control Number: n87914319
- MusicBrainz: 254fe96f-f27a-40ae-88f6-c32333354670
- Nationale Bibliotheek van Tsjechië: xx0263308
- Nationale Bibliotheek van Israël: 987007424127305171
- Nationale Bibliotheek van Polen: a0000001907472
- Nederlandse Thesaurus van Auteursnamen: 18236884X
- Système universitaire de documentation: 063244683
- Virtual International Authority File: 29729682
- WorldCat: E39PBJxrWR9FBJ8Gwt37D7vvHC